# بوریس گریشین
بوریس گریشین (روسی: Борис Дмитриевич Гришин؛ زادهٔ ۴ january ۱۹۳۸ (۸۷ سال)) ورزشکار واترپلو اهل اتحاد جماهیر شوروی سوسیالیستی است.